# SCP — Containment Breach
SCP — Containment Breach («SCP» розшифровується як «Special Containment Procedures» або «Secure. Contain. Protect» букв. Порушення умов утримання) — безкоштовна інді-гра з відкритим вихідним кодом у жанрі survival horror, розроблена та випущена у 2012 році. Сюжет заснований на статтях з сайту «The SCP Foundation», запущеного на рушієві Wikidot. Метою гри є втеча із зони утримання вигаданої організації, відомої як «SCP Foundation», в умовах масового порушення умов утримання аномальних об'єктів.

## Розробка
Гра розроблялася невеликою незалежною командою Undertow Games під управлінням Йонаса «Regalis» Рікконена, який раніше створив гру SCP-087-B; з 2016 по 2018 рік розробкою займалася команда розробників Third Subvision Studio — автори доповнення Nine Tailed Fox Mod. Акторський склад, що займався озвучуванням персонажів, в основному складається з відеоблогів. Оновлення гри виходили рідко — один раз на кілька місяців.
У 2018 році командами «CreatorMasters» та «Trill Team» була виконана повна російська локалізація. Крім них, локалізацію зробила студія «GamesVoice», про що було оголошено на VoiceCon у липні 2019 року.

## Геймплей

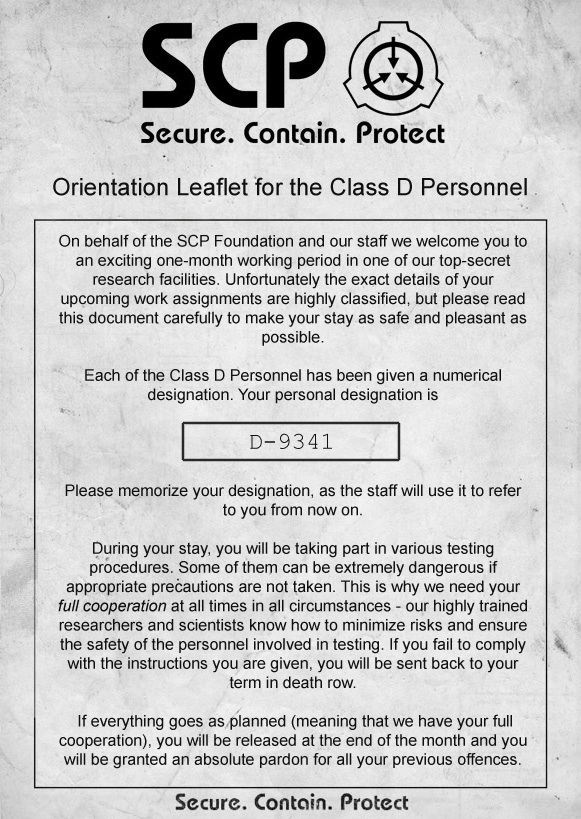
Отриманий гравцем лист

Гравець опиняється у комплексі, що знаходиться під землею. Гравцеві доведеться зіткнутися з найнебезпечнішими місцями даного комплексу. Відмінною рисою гри є потреба моргати через аномальні властивості SCP-173. Іншою важливою особливістю гри є процедурна генерація ігрового простору: щоразу на початку нової гри ігровий світ генерується заново, з випадковим розташуванням приміщень і коридорів.
Сам комплекс є мережею заплутаних коридорів (в одній із записок і в розмові по радіо говорилося, що новий вчений комплексу заблукав, намагаючись знайти вихід після порушень утримання), через що гравець повинен робити все можливе, щоб не заблукати: помічати свій шлях предметами, користуватись навігатором.
У комплексі можна знайти документи про аномальні об'єкти, що дозволить дізнатися про їхні здібності та підготуватися до їхньої зустрічі. Небезпеку становлять не лише аномальні об'єкти, а й пастки в комплексі (газові камери, які автоматично зачиняються; електричні ворота в коридорах), а також самі співробітники Фонду (мобільна оперативна група під час зустрічі з гравцем відкриє вогонь). Для подальшого просування потрібно взаємодіяти з аномальними об'єктами, наприклад, з SCP-914, який може покращити ключ-карту для подальшого проходження цієї гри. Крім того, гра рясніє звуковими скримерами. Без знань про всесвіт SCP новачкові буде дуже складно пройти гру: деякі об'єкти з'являються до того, як гравець встигне знайти документи, що описують їх аномальні властивості.

### Елементи гри

#### Моргання
Моргання є найважливішим фактором у грі, оскільки SCP-173 може пересуватися тільки якщо гравець моргнув або не бачить його. Час, через який гравець моргне, відображається на індикаторі моргання. Моргнути можна і вручну, натиснувши Пробіл на клавіатурі.
Головною проблемою є сльозогінний газ, який змушує гравця часто моргати - найчастіше SCP-173 зустрічається саме в тих кімнатах, які заповнені газом. Щоб цього уникнути, потрібно надягати протигаз. Очні краплі можуть сповільнити процес моргання.

#### Біг
Біг - другий за важливістю елемент геймплей, за замовчуванням активується затисканням клавіші Shift. Від тривалості бігу залежить рівень витривалості гравця, що також показується на індикаторі; при його обнуленні протагоніст видихається. Якщо гравець покращив протигаз або захисний костюм у SCP-914, він зможе бігати нескінченно: індикатор при бігу знизиться приблизно до середини, а при зупинці відразу відновиться до максимуму.

#### Присідання
Присідання присутнє у грі з версії 0.6 і викликається у грі натисканням клавіші Ctrl. Воно служить для того, щоб трохи підвищити скритність гравця: головний герой рухатиметься повільніше і не зможе бігати, проте гучність ходьби знизиться. Таким чином, гравець зможе втекти від бійців МОГ і прокрастись повз SCP-939 у складовому залі без шансу бути моментально виявленим.
Особливе місце присідання також приділяється у кишеньковому вимірі: якщо пригнутися у кімнаті з троном, можна потрапити на поле битви.

#### Інвентар
Натиснувши клавішу TAB, гравець отримає доступ до свого інвентарю. У інвентарі зберігаються всі предмети, зібрані гравцем. Предмет можна використовувати, клікнувши ЛКМ по його іконці в комірці, або викинути, затиснувши іконку ЛКМ і прибравши її з комірки. Кількість осередків в інвентарі – 10 (до версії 0.2 – 5).
Деякі предмети у осередках можна «об'єднувати». Так, помістивши батарейку в комірку з радіо, навігатором чи окулярами нічного бачення, можна таким чином зарядити їх. Якщо у гравця є планшет, у його комірку можна покласти документи та ключ-картки, звільнивши цим місце для інших предметів. Крім того, можна знайти гаманець та використовувати його для зберігання монет, ключ-карт та SCP-860, що також допоможе звільнити інвентар.

#### Heads-Up Display
Heads-Up Display гравця складається із двох індикаторних смуг, розташованих у нижньому лівому кутку екрану. У верхній смузі знаходиться лічильник моргання - при його обнуленні гравець автоматично моргає, а при впливі газу значок ока забарвлюється червоним. На нижній смузі розташований лічильник витривалості, де також відображається значок ходьби/бігу або присідання.
HUD можна вимкнути в налаштуваннях, однак це викличе складнощі у проходженні, враховуючи тактику SCP-173.

#### Система травм та ушкоджень
З версії 0.6, якщо гравця ранить якийсь NPC, він починає кровоточити і кульгати. У грі це відображається помутнінням зору, похитуванням, низькою швидкістю; також при сильній кровотечі гравець автоматично присідає. Якщо гравець спливає кров'ю досить довго, він вмирає.
Використання аптечки, SCP-500 або SCP-420-J допомагає пом'якшити рани, але при високому рівні пошкоджень повністю вилікуватись гравець не зможе.

#### Збереження
Збереження — елемент, який відповідає за збереження та завантаження гри. Щоб зберегтися, потрібно натиснути клавішу F5 у грі, або в меню паузи вибрати Save & quit, і в головному меню, натиснувши Load game, вибрати останній збережений файл, натиснувши кнопку Load.

#### Рівні складності
Можливість збереження залежить від режиму складності. Всього у грі їх чотири:
- Безпечний (легкий) — можна зберігатися скрізь, крім вступу та кінцевих локацій. До версії 1.1 називався «Евклід».
- Евклід (середній) — зберігатися можна лише за допомогою моніторів, причому як із листуванням співробітників Фонду, так і моніторів відеоспостереження. Доданий до версії 1.1.
- Кетер (складний) — ворожі об'єкти активніші, не можна зберігатися. До версії 1.1 гравець міг зберігатись, але після смерті збереження не можна було завантажити.
- Свій (англ. Custom) можна налаштувати гру під себе. Доданий до версії 1.1.

### Редактор карт
У версії 0.7.4 з'явився редактор карт, що дозволяє самому створювати коридори та приміщення, які будуть у пам'яті ПК і генеруватися з шансом 40 % (щоб гравець не знав, що грає у свою карту) або запускатись кнопкою «Load map» перед початком гри. Карта повинна містити не менше 20 приміщень, щоб запобігти з'єднанню камери утримання SCP-173 та виходу А; обмежень щодо перевищення числа приміщень немає. Також у редакторі були дві карти від розробника: Example Map і Larry's Revenge.
З версії 1.3.9 з'явився новий редактор карт (v2.0), написаний з нуля на BlitzPlus. Тепер є можливість перегляду створеної карти в режимі 3D. У версії 1.3.10 редактор карток оновили до версії 2.1 — у ній з'явилася можливість редагування Синього лісу (SCP-860-1) та тунелів обслуговування.

## Сюжет

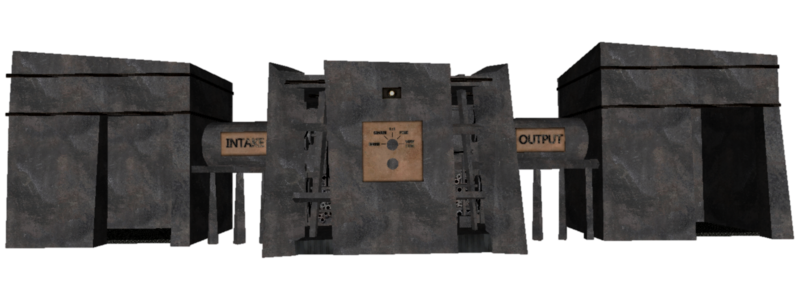
SCP-914 який розташовується у легкій зоні утримання об'єктів

У всьому світі мешкають аномальні об'єкти, які не вписуються в розуміння «нормальності». Для вилову та стримування аномальних об'єктів було створено всесвітній фонд — SCP Foundation («SCP» розшифровується як «Special Containment Procedures» або «Secure. Contain. Protect»). До Фонду, як правило, входять найкращі вчені, спеціалісти, оперативники, агенти спецслужб. Для експериментів з аномальними об'єктами вчені наймають небезпечних злочинців, яких засудили до довічного ув'язнення або смертної кари (далі вони стають співробітниками класу D, тобто «витратним матеріалом» Фонду).

### До подій гри
Ворожа Фонду організація — Повстанці Хаосу — атакували кілька установ Фонду, внаслідок чого деякі SCP-об'єкти довелося перемістити в тимчасові камери утримання в місце, де відбуватимуться наступні події. Через деякий час два повстанці Хаосу впровадилися в Зону (установа, місце утримання SCP) під виглядом доктора Джорджа Мейнарда та агента служби безпеки Скіннера. Джордж Мейнард запропонував нове планування Зони. Вона виявилася модульною (тобто типовою) і дуже заплутаною, проте, незважаючи на це, керівництво схвалило це планування.

### Події гри

#### Легка зона утримання

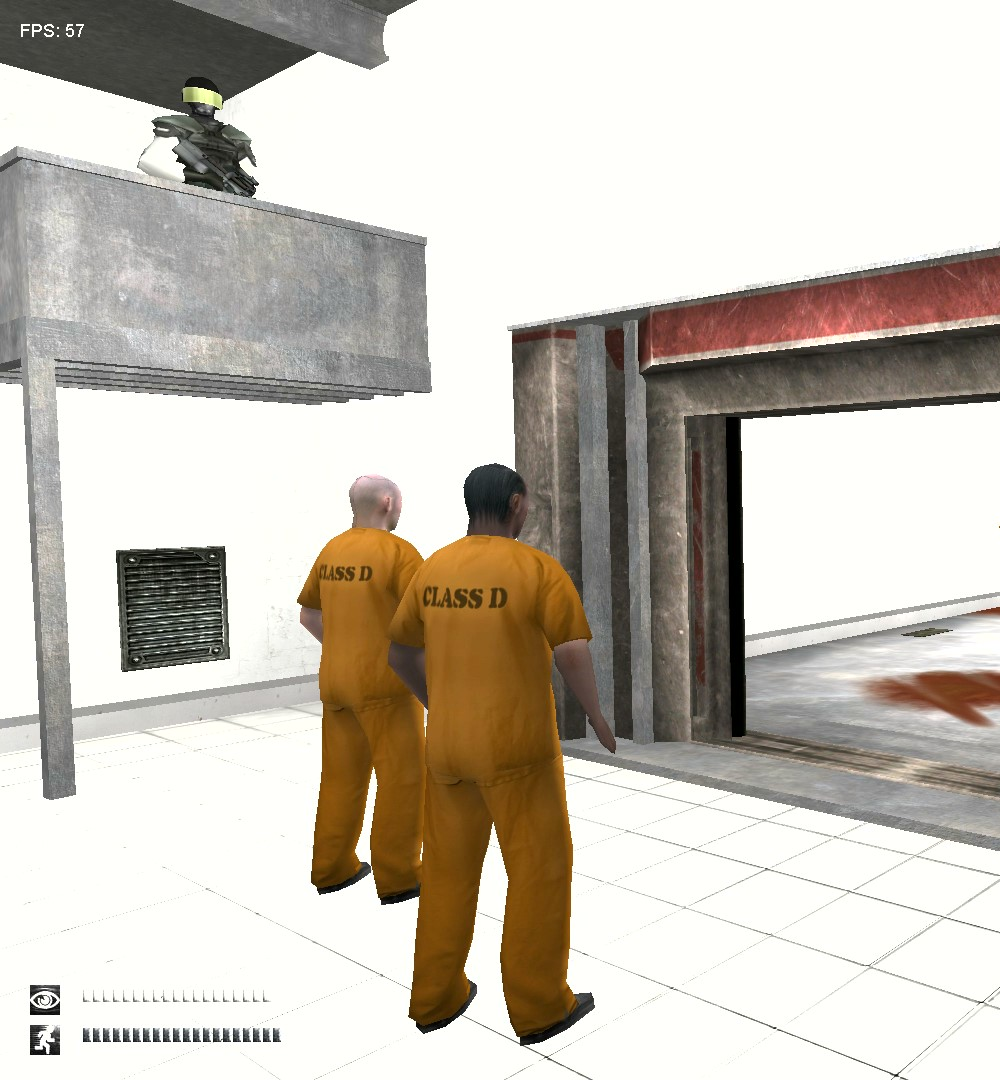
Протагоніст і ще два співробітники класу D входять до камери утримання

Гра починається в осередку (кімнаті) гуртожитку класу D. Гравець виступає в ролі одного з піддослідних — D-9341, колишнього співробітника Фонду Бенджаміна Уокера, переведеного в клас D і обробленого амнезіаками (інакше кажучи, чищення пам'яті) за несанкціонований доступ Спіральний гештальт". Агент Алгрін та ще один охоронець наказують D-9341 вийти з осередку. Після цього вони ведуть його до камери утримання SCP-173 для її очищення, що вимагає обов'язкової наявності трьох осіб (одна з яких забирається, а двоє інших підтримують постійний зоровий контакт з об'єктом). Тестуванням керує начальник служби безпеки Франклін Керей.
Протагоніст і ще два співробітники класу D входять до камери утримання, гермоворота закриваються. Через кілька секунд ворота несподівано відчиняються, і Керей наказує D-класу залишатися в камері утримання та підтримувати зоровий контакт із SCP-173. Раптом починаються перебої з електроживленням, внаслідок чого SCP-173 вбиває двох розхідників та охоронця, вириваючись на волю. Після цього автоматично включається слабке аварійне освітлення, і з внутрішнього зв'язку сповіщають про множинні порушення умов утримання SCP, а також про повне блокування всієї Зони.
У комплексі відбувається хаос — майже всі SCP-об'єкти порушили умови утримання, а співробітники Фонду в спробах евакуюватися гинуть з різних причин. Бенджамін також намагається залишити комплекс.
Щоб залишити Легку зону утримання, в якій за сюжетом перебуває персонаж, гравцеві потрібно буде зняти блокування зони в кімнаті спостереження, щоб розблокувати КПП на вході в Важку зону утримання. Однак, після зняття блокування, до кімнати спостереження несподівано входить SCP-049 (гуманоїд у костюмі чумного лікаря, що перетворює жертв у зомбі шляхом хірургічного втручання). Бенджаміну все ж таки вдається втекти від лікаря.

#### Важка зона утримання

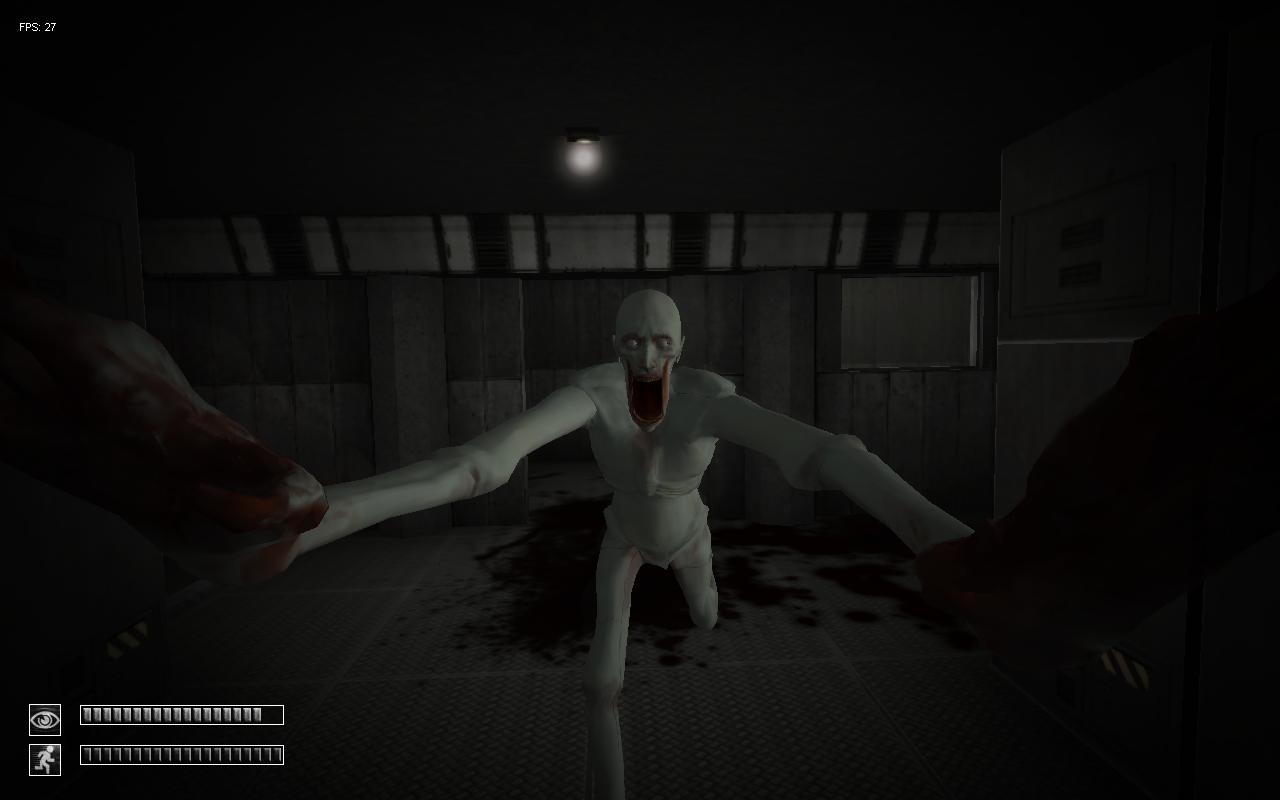
Напад SCP-096 на гравця

Після того, як D-9341 пройшов у Важку зону утримання, на нього починає полювати ще більше SCP-об'єктів. У Важкій зоні Бенджамін знаходить SCP-079 (комп'ютер з розвиненим штучним інтелектом), який не хоче відчиняти двері до своєї камери утримання. По дорозі гравець може знайти ліфт у кімнату управління боєголовками «Альфа» та «Омега» (їх можна відключити, і від цього залежатиме кінцівка у Виході Б) та камеру утримання SCP-035 (маски, що контролює свідомість) . Якщо спробувати вбити вченого, який став жертвою SCP-035, то останній збреше Бенджаміну, і скаже йому йти до SCP-012 (симфонія, написана кров'ю. Через неї гравець подряпає собі вени, і незабаром помре); якщо ж відпустити його — розповість, як вибратися з комплексу, і дасть PIN-код до складу, що знаходиться навпроти вікна (на складі можна знайти SCP-500 «Панакея» — таблетки, які можуть вилікувати будь-яку хворобу).
Крім того, протагоніст може знайти камеру утримання SCP-106, умови утримання якого можна відновити (від цього залежатиме кінцівка у Виході А). Щоб пройти у Вхідну зону, необхідно закрити контейнер з пріоном SCP-008 («чумою зомбі», інфекцією, яка поширюється повітрям).

#### Вхідна (офісна) зона

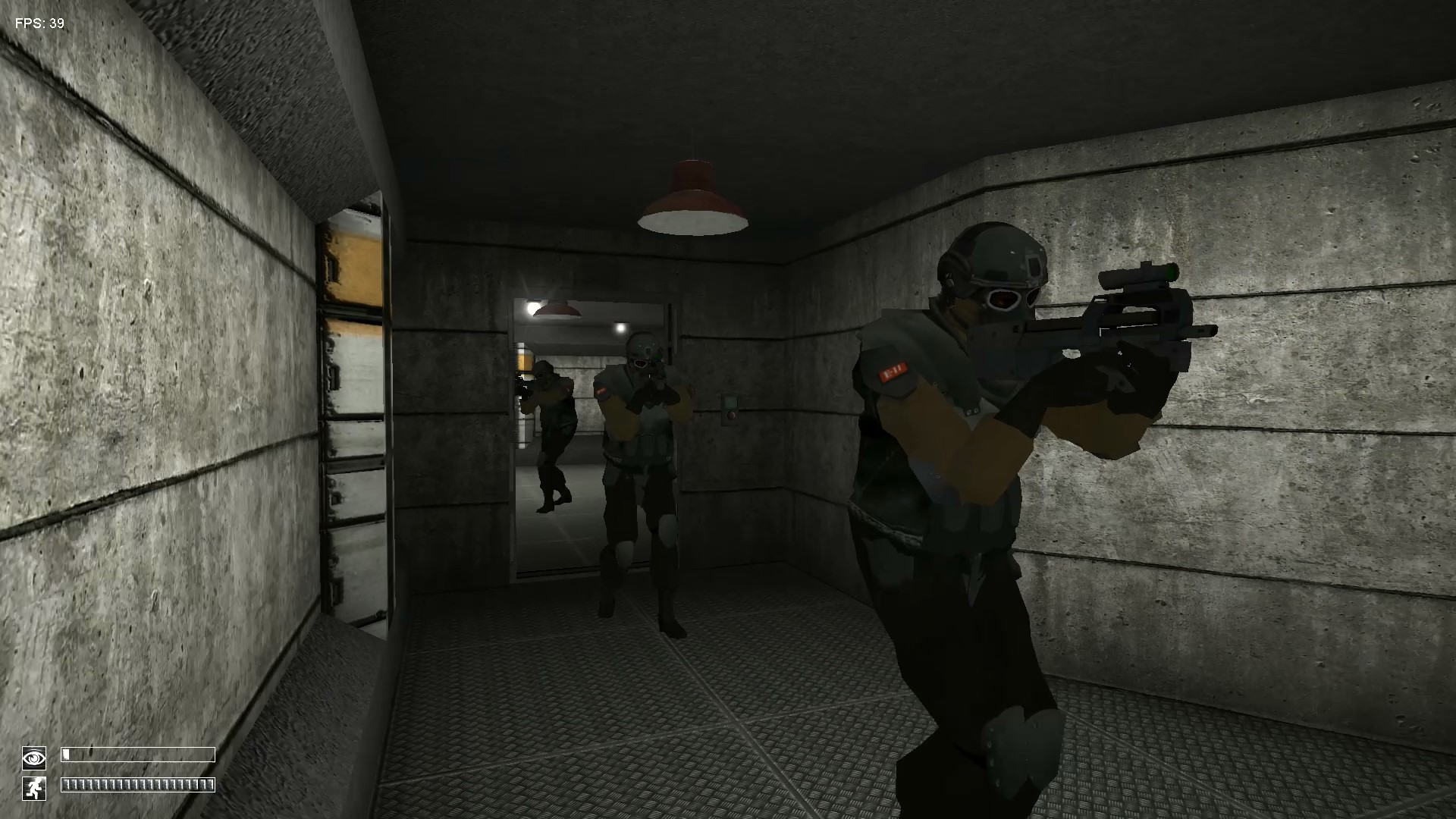
Вторгнення бійців МОГ

D-9341 проникає у вхідну зону (зону для персоналу). У цей момент прибуває мобільна оперативна група Епсілон-11 («Дев'ятихвоста Лисиця»), щоб наново поставити на утримання всіх SCP, евакуювати персонал і усунути D-клас, що втік, у тому числі і протагоніста. Бенджамін знаходить центр керування електрикою та вимикає віддалене керування дверима, після чого повертається у Важку зону утримання до камери утримання SCP-079. Останній пропонує угоду — якщо герой включить дистанційне керування дверима, він отримає можливість піти через Вихід Б або Вихід А. Після повторного включення дистанційного керування дверима D-9341 йде до одного з двох виходів, ухиляючись від атак МОГ.

## Кінцівки

### Ворота А (Gate A)

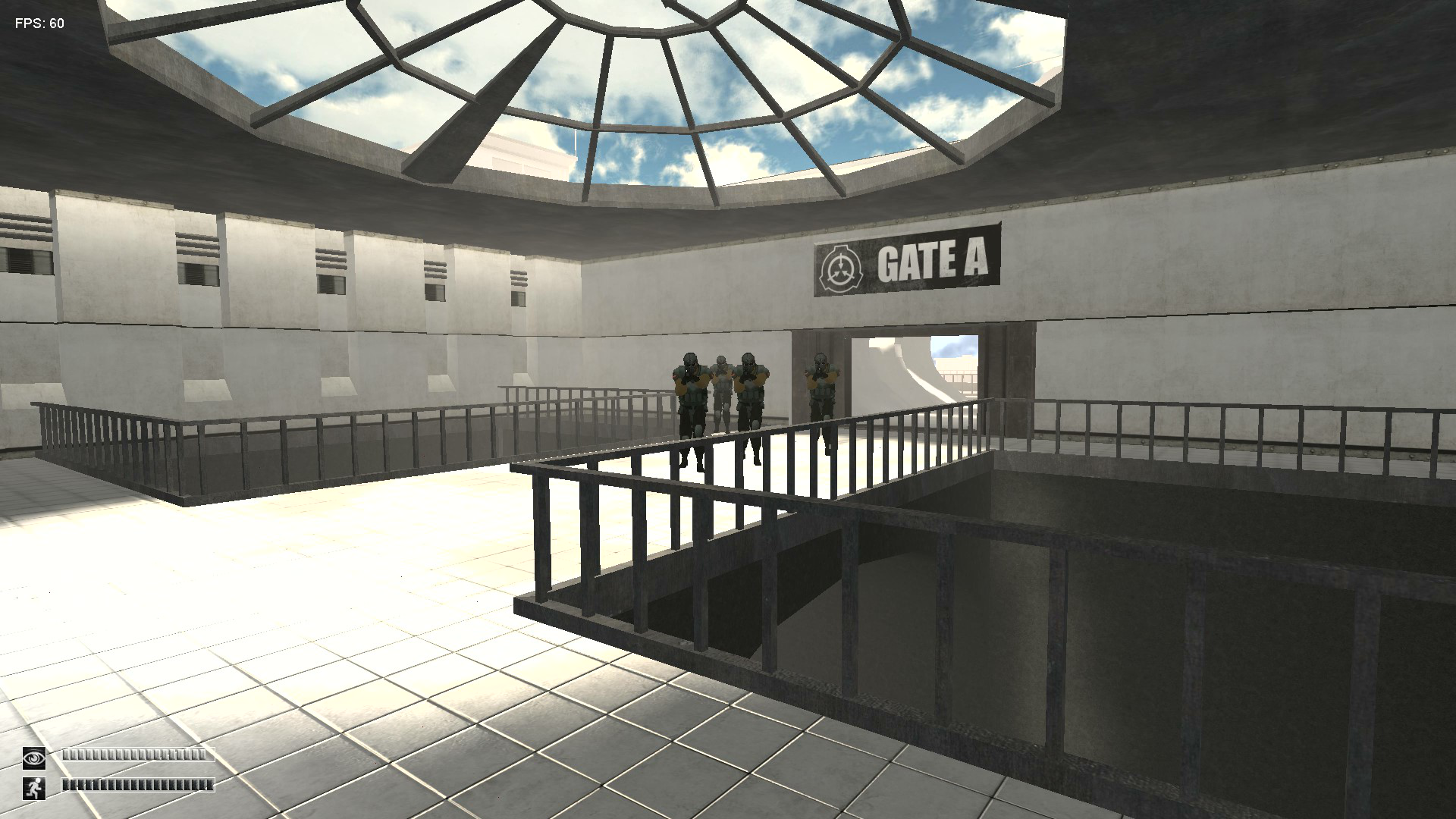
Затримання протагоніста бійцями МОГ

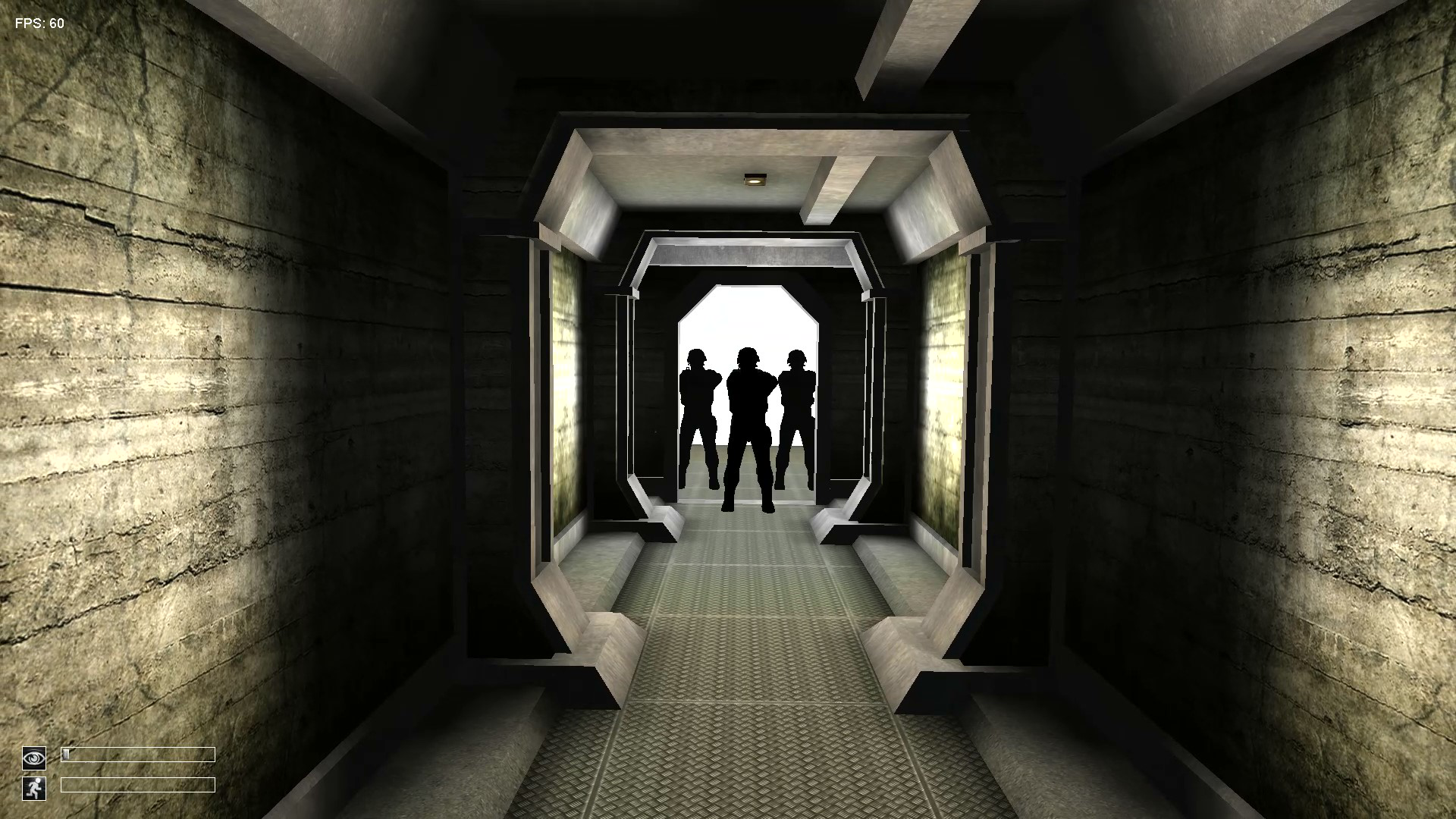
Зустріч протагоніста з Повстанцями хаосу

Якщо гравець відновив умови утримання SCP-106, програється другий варіант кінцівки, інакше перший.
- Перший варіант (Хороша кінцівка). Після того, як гравець отримає від SCP-079 доступ до виходу і підніметься на ліфті, поряд з виходом з'явиться SCP-106 і спробує залишити Зону через міст. Франклін Керей накаже використати H.I.D. Турель (надпотужний випромінювач спрямованого світла) для зупинки SCP-106. У цей час гравець спускається сходами до службового тунелю під мостом. Наприкінці цього тунелю він зустрічає незнайомців, з статури схожих з охоронцями (імовірно, це Повстанці Хаосу). Вони вимовляють фразу: «Ти знаєш занадто багато, щоб дозволити їм схопити тебе. Ти йдеш із нами», на чому гра і закінчується. Після закінчення програється аудіозапис діалогу, в якому повідомляється, що кілька членів МОГ Епсілон-11 були замкнені в тунелі, а їхній командир загинув.
- Другий варіант (Нейтральна кінцівка). Гравець отримує від SCP-079 доступ до виходу, піднімається на ліфті, і виходить з Воріт А. На шляху головного героя зустрічається МОГ Епсілон-11, що наказує протагоніста зупинитися. Гра закінчується, співробітники Фонду починають обговорювати цей інцидент. Вони вважають, що головний герой має здібності, які допомогли йому вижити, і тому вирішують провести низку експериментів для зарахування його до SCP-об'єктів.

### Ворота Б (Gate B)

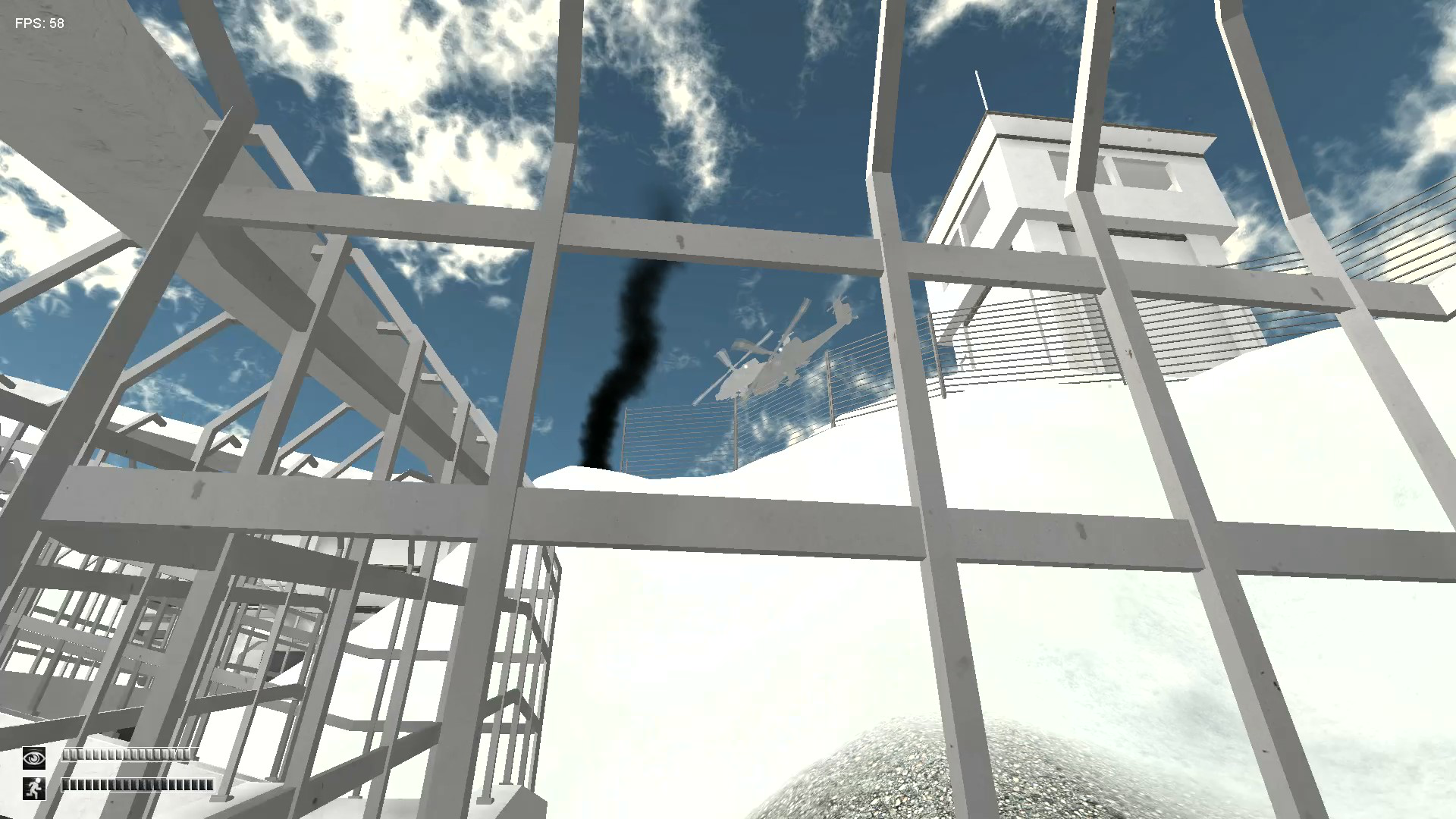
SCP-682 порушивши умови утримання збиває своєю лапою один з гелікоптерів

Якщо гравець не відключив запуск боєголовок «Альфа» та «Омега», програється перший варіант кінцівки, інакше другий.
- Перший варіант (Погана кінцівка). SCP-079 відкриває гравцю вихід до Воріт Б. Гравець повинен швидко добігти до дверей і зайти в тунель, інакше його застрелить вертоліт. Після того, як гравець виходить з тунелю в прохід до панелі управління, повідомляється, що SCP-682 порушив умови утримання. Рептилія збиває своєю лапою один з гелікоптерів, після чого активуються боєголовки «Альфа»; У цей час гравець повинен добігти до панелі керування. Гелікоптери відлітають. За кілька секунд Зона вибухає, на чому гра закінчується. Після закінчення програється аудіозапис, в якому повідомляється, що SCP-682 вдалося вижити після вибуху і прорвати оборону невідомої Зони.
- Другий варіант (Погана кінцівка). SCP-079 відкриває гравцеві вихід до Воріт Б. Далі відбуваються ті ж події, що і в першому варіанті, проте після атаки SCP-682 на вертоліт за системою оповіщення Зони говориться, що хтось відключив боєголовки, та їх не можуть активувати. Як наслідок, вибуху не відбувається, але до Воріт Б посилають бійців МОГ, що залишилися, і гелікоптер, які перекривають гравцеві вихід з кімнати управління, а в саму кімнату подається газ. Протагоніста вбивають. Після закінчення програється аудіозапис, в якому повідомляється, що під час зачистки Воріт Б було вбито співробітника класу D, і необхідний запис камер, щоб дізнатися, яким чином він пройшов через Ворота Б.

## SCP-Об'екти

### Присутні у грі
- SCP-008 «Чума зомбі» (рівень доступу 4) — об'єкт класу Евклід. Доданий до версії 0.7. Може перетворювати протагоніста на зомбі. Контейнер із SCP-008 можна знайти в камері вмісту об'єкта. Контейнер із SCP-008 відкритий. Біля входу в камеру із SCP-008 міститься костюм хімічного захисту. Якщо підійти без костюма до закритого контейнера, він відкриється, і уламок ранить персонажа в руку, і з'явиться повідомлення: "Щось вилетіло і порізало вам руку". З костюмом уламок не поріже руку і він не заразиться вірусом. Якщо стояти навколо і вдихати дим, персонаж помре від газу.

- SCP-012 «Погана мелодія» (рівень доступу 3) — об'єкт класу Евклід, з'явився у версії 0.7. Являє собою аркуш незавершеного твору "На горі Голгофа". Суб'єкти, що контактують з ним, використовують власну кров намагаючись дописати п'єсу, що призводить до шизофренії, усвідомлення марності своїх спроб і до суїциду.

- SCP-035 «Маска одержимості» (рівень доступу 5) — об'єкт класу Кетер, доданий до гри у версії 0.9. Перебуваючи біля камери вмісту SCP-035, можна почути шепіт. Також по радіо чути голос вченого, який просить допомоги. Вчений, що надів маску, знаходиться в області утримання об'єкта. Жертва проситиме гравця відкрити йому двері, оскільки він може дати інформацію з приводу виходу з комплексу, або вимкнути газ, якщо той увімкнений. Вчений знає код від сховища, де лежать SCP-500-01, та каже його, якщо довго не відчиняти йому двері або ненадовго включити газ.

- SCP-049 «Чумний лікар» — об'єкт класу Евклід, доданий у гру у версії 0.7. Зовні виглядає як чумний лікар Середньовіччя. Ставить собі завдання лікування людства від "Великого пошесті". SCP-049 та SCP-049-2 (Зомбі) можна зустріти в камері змісту. Дістатися до неї можна ліфтом, далі до неї ведуть коридори, де лежать трупи SCP-049-2. Після того як протагоніст зайде в камеру змісту і опустить важелі, лікар вийде з дверей з протилежного боку і намагатиметься доторкнутися до протагоніста. Після дотику SCP-049 той впаде непритомним. Через деякий час він постає як SCP-049-2, до камери утримання підходитимуть троє співробітників МОГ. Протагоніст повільно йтиме до бійців і буде застрелений.

- SCP-055 «Невідомо» — об'єкт класу Кетер. Доданий до гри у версії 1.0. Інформація про зовнішній вигляд, природу, поведінку та походження об'єкта засекречується сама собою.

- SCP-066 «Іграшка Еріка» — об'єкт класу Евклід, доданий у гру у версії 1.0. Безформна маса сплутаних ниток з очима вагою кілограм. SCP-066 з'являється у кімнатах, розташованих поруч із кафетерієм. Автоматично видає ноти та інші звукові ефекти у присутності будь-якої людини, незалежно від того, чи взаємодіє вона з об'єктом чи ні.

- SCP-079 «Старий ШІ» (рівень доступу 4) — об'єкт класу Евклід. Мікрокомп'ютер моделі Exidy Sorcerer. Об'єкт підключено до 13 чорно-білого монітора коаксіальним кабелем. Він проходить тест Тьюринга і дуже комунікабельний, проте дуже грубий і гнівний. Його пам'ять обмежена, об'єкт запам'ятовує лише інформацію, отриману їм за останні 24 години, але не забуває про своє прагнення втечі. SCP-079 першим зміг порушити умови утримання: відчинив двері зони утримання SCP-173, розблокував контейнер SCP-372, відключив магнітні замки, що тримають SCP-106, відчинив двері SCP-049, контейнер із SCP-008. Гравець може знайти SCP-079 у його камері змісту. У заборі знаходиться джерело SCP-079.

- SCP-096 «Скромник» — об'єкт класу Евклід, доданий у гру у версії 0.6. Високий і худий гуманоїд. Якщо хтось побачить його обличчя, SCP-096 перейде в агресивну стадію і почне переслідування зі високою швидкістю з метою вбити того, хто подивився на нього. Жодна перешкода виявляється не в змозі його затримати. Наглядачеві надається статус SCP-096-1.

- SCP-106 «Дід» — об'єкт класу Кетер. SCP-106 може бути будь-де на карті. Як тільки він з'явиться, він почне повільно переслідувати гравця, йдучи за ним і проходячи крізь двері, стіни та інші перешкоди. Наздогнавши гравця, він перенесе його у свій кишеньковий вимір і продовжить полювання на нього вже там. Це неевклідовий простір зі своїми законами. Можна відновити умови змісту Об'єкта, виконавши протокол повернення RP-106-N у його камері змісту, і тоді об'єкт більше не з'являтиметься на карті. Також це вплине на закінчення у Виході A.

- SCP-148 «Сплав Телекілл» (рівень доступу 5) — об'єкт класу Евклід, доданий в гру у версії 0.9. речовина з металевими властивостями, складена з відомих, так і невідомих елементів. Об'єкт можна знайти у камері вмісту SCP-035. Переробляється в SCP-914 на Грубо та Дуже грубо; отриманий злиток можна поєднати з іншими предметами в SCP-914 в режимах 1:1, Тонко і Дуже тонко.

- SCP-173 «Скульптура» — об'єкт класу Евклід. Цей об'єкт є основним супротивником у грі. Походження невідоме. Виготовлений з бетону та арматури та аерозольної фарби Krylon. SCP-173 - перший об'єкт, який зустрічається у грі. За сюжетом, з об'єктом повинні були проводитися випробування за участю гравця та двох співробітників класу D, проте через злом системи безпеки об'єктом SCP-079 та втрати освітлення Скульптура вбиває співробітників класу D та охоронця. Об'єкт нападає та вбиває жертву ламаючи шию на високій швидкості, або рідше душить жертву.

- SCP-205 «Тіньові лампи»' (рівень доступу 3) — об'єкт класу Евклід, доданий до гри у версії 1.2. Пара світильників, світло, що випромінюється кожним з них, проходить практично через усі поверхні. Як тільки світло контактує з білою поверхнею, воно переломлюється та відбивається як звичайне світло. При світінні на плоску білу поверхню кожен світильник формує тінь невідомої молодої жінки. SCP-205-1 та SCP-205-2 знаходяться у своїй камері змісту, де світять на розташований навпроти них екран. Після того, як гравець зайде до кімнати спостереження, на екрані з'явиться тінь жінки у різних позах. Потім біля неї по черзі з'являться три рогаті постаті, які спочатку спокійно стоять, а потім убивають жінку. З появою двох рогатих тіней відчиняться двері в камеру змісту. Як тільки гравець зайде в камеру, всі три тіні повернуться до гравця, двері зачиняться, а лампи SCP-205 вимикаються. Після цього тіні стануть невидимими та почнуть атакувати гравця.

- SCP-294 «Кавовий автомат» — об'єкт класу Евклід, доданий у гру у версії 0.8. SCP-294 виглядає як звичайний кавовий автомат. Його єдиною відмінністю є наявність сенсорної панелі з кнопками, що відповідають звичайній QWERTY-клавіатурі. При натисканні кнопки «Введення» у роздавальному пристрої з'являється паперовий стаканчик на 350 мл, що наповнюється з крана заданою рідиною. Об'єкт можна знайти у кафетерії. Залежно від рідини, що видається, об'єкт може дати невразливість до пострілів МОГ, збільшену витривалість, вилікувати гравця або не надати жодного з цих ефектів. Деякі рідини, які отримують з автомата, можуть і вбити його.

- SCP-372 «Періферійний стрибун» (рівень доступу 2) — об'єкт класу Евклід, який замінив SCP-513-1 у версії 0.2.1 і присутній у грі по теперішній час. Є істотою невідомого виду. Довжина тіла істоти від голови до кінчика хвоста - 2 м. Тіло подовжене, тонке, з вісьмома парами вузьких кінцівок. Всі частини тіла істоти аномально гнучкі, а кінцівки покриті безліччю тонких волосків, за допомогою яких воно може утримуватися практично на будь-якій поверхні та розвивати велику швидкість, завдяки якій його важко виявити. Після того, як гравець зайде в камеру, SCP-372 видасть звук, після чого слідуватиме за ним по карті, поки той не помре або не закінчить гру. Об'єкт не завдасть гравцеві жодної шкоди, але якщо він буде помічений, то зникне, і це може відволікти протагоніста.

- SCP-420-J «Найкраща ████ у світі» — самокрутка з особливим видом наркотичної речовини, що також має незвичайні характеристики. Є жартівливим об'єктом. Пари одиниць SCP-420-J можна знайти у головному офісі. При використанні грає музика, і показується повідомлення: "MAN DATS SUM GOOD ASS SHIT" ("Чувак, та це чудова дурниця!"); зменшується рівень пошкоджень на 0.2-0.5 і забирається ефект розмиття. Самокрутку можна модифікувати.

- SCP-427 «Лавкрафтівський амулет» — об'єкт класу Безпечний, доданий до гри у версії 1.3.10. SCP-427 можна отримати шляхом обробки SCP-500-01 у SCP-914 на "Тонко".

- SCP-500 «Панацея» (рівень доступу 4) — об'єкт класу Безпечний. Доданий до гри у версії 0.7. SCP-500-01 може бути знайдена в технічній кімнаті в тунелях обслуговування, поряд із тілом мертвого охоронця, а також у камері утримання SCP-035. Після використання таблетки гравець виліковується від будь-яких отриманих пошкоджень та кровотеч, а також від SCP-008 та всіх хвороб, отриманих під час читання SCP-1025. У версії 1.3 була додана камера вмісту SCP-500, проте вона порожня.

- SCP-513 «Коровий дзвіночок» (рівень доступу 2) — об'єкт класу Евклід. Доданий у гру у версії 0.1, вирізаний у версії 0.2.1 та повернутий у версії 0.8. SCP-513 знаходиться в камері утримання за зруйнованою стіною в кутовому тунелі. Потрапити в камеру можна через дірку в стіні, або через двері. Об'єкт являє собою звичайний іржавий коров'ячий дзвіночок. Будь-який шум, що робиться SCP-513, негайно викликає сильне занепокоєння у всіх розумних істот, що почули його. Приблизно через годину після дії жертви починають бачити SCP-513-1.

- SCP-682 «Неуразлива рептилія» — об'єкт класу Кетер. Непрямо доданий до гри у версії 0.2.1. SCP-682 є одним із найнебезпечніших SCP-об'єктів, що міститься Організацією. На вигляд він схожий на велику рептилію, але може трансформувати своє тіло. Він здатний дуже швидко адаптуватися до будь-якої загрози. Об'єкт неможливо знищити і дуже важко утримувати його. SCP-682 з'являється біля Виходу B, де збиває гелікоптер своєю лапою, тим самим відволікаючи охорону від стрілянини по гравцю. Інші частини тіла невидимі. Для знищення об'єкта намагаються застосувати ядерні боєголовки, але навіть якщо їх буде активовано, SCP-682 цей вибух переживе.

- SCP-714 «Нефартове кільце» (рівень доступу 3) — об'єкт класу Безпечний, доданий до гри у версії 0.6.4. Кільце із зеленого нефриту, яке ідеально підходить за розміром будь-якому носію. Носій має підвищений імунітет, але дуже сильно виснажує.

- SCP-789-J «Привид в унітазі» — жартівливий об'єкт, який не становить небезпеки і не є каноном серії SCP. Його можна знайти у туалеті. SCP-789-J не має реального використання у грі, крім жартів. В останніх версіях шанс появи об'єкта низький. Вимовляє репліку "I am the Butt Ghost. I will eat your your butt." У перекладі: «Я дурна примара. Я з'їм твою дупу».

- SCP-860 «Синій ключ» (рівень доступу 3) — об'єкт класу Безпечний. Доданий до гри у версії 1.0. Відкриває будь-які двері з ключовим замком, місцезнаходження яких вказано на лезі. Ключ знаходиться у дерев'яній скриньці у своїй камері утримання, у сховищі об'єктів класу «Безпечний». Дерев'яні двері з ключовим замком розташовані в Зоні 3, в кімнаті для випробувань SCP-860. Якщо за допомогою SCP-860 відчинити двері, вона відкриється у невеликий ліс із синім туманом, позначений як SCP-860-1. Якщо гравець зайде до лісу, двері автоматично зачиняться. Зсередини SCP-860-1 двері будуть вставлені в нескінченну бетонну стіну та замкнені. Стежка всередині SCP-860-1 зазвичай призводить до інших дверей, вставлених в іншу нескінченну бетонну стіну.

- SCP-895 «Спотворення на відео» (рівень доступу 2) — об'єкт класу Евклід. Прикрашена дубова труна. SCP-895 викликає спотворення на фото- та відеозаписуючій техніці в радіусі 50 метрів, схожі на яскраві галюцинації, що викликають нервовий шок, тривалість і частота появи яких залежить від відстані між SCP-895 і пристроєм.

- SCP-914 «Годинний механізм» (рівень доступу 2) — об'єкт класу Безпечний. Об'єкт є великий цілісний годинниковий механізм. Має два великі відсіки, марковані як "Сировина" та "Продукт". Між ними знаходиться мідна панель із великим перемикачем із маленькою стрілкою. П'ять поділів перемикача промарковані як "дуже грубо", "грубо", "1:1", "тонко" та "дуже тонко". Нижче є великий "ключ", який запускає "ходову пружину". Переробка гравця на "Дуже Грубо" та "Дуже Тонко" смертельна.

- SCP-939 «З безліччю голосів» — об'єкт класу Кетер. Доданий до гри у версії 1.0. Об'єкт є теплокровним зграйним хижаком. Улюблений метод SCP-939 для заманювання жертви – імітація людської мови голосом убитих раніше жертв. Часто в тому, що говорять про SCP-939, звучить тривога. Жертву SCP-939 зазвичай вбивають одним укусом у основу черепа чи шию. Бачити гравця вони не можуть, проте чудово чують звуки кроків. У легкій зоні, спустившись на ліфті до складу залу, можна зустріти трьох екземплярів SCP-939, які патрулюють приміщення. Якщо SCP-939 почують гравця, вони імітуватимуть голоси працівників, щоб залучити його. Коли гравець підійде до них надто близько, об'єкти почнуть погоню, щоб вбити його.

- SCP-966 «Безсонники» — об'єкт класу Евклід, доданий до гри у версії 1.2. SCP-966 - хижі тварини, що нагадують безволосих пальцеходящих людей з довгим обличчям та ротом, повним нагадують голки зубів. Спосіб полювання полягає у випромінюванні одиночного імпульсу, які назавжди позбавляють їх жертву здатності входити у фази повільного та швидкого сну. Позбавивши свою жертву сну, SCP-966 її переслідуватимуть, поки вона не втратить здатність до руху від нестачі сну. Вони пересуваються досить повільно, але з ними можна зіткнутися, що є досить небезпечним. Дві особини з'являються у своїй камері змісту; ще дві можна зустріти у тунелях обслуговування. Після першого зіткнення із гравцем вони починають з'являтися практично у всіх локаціях.

- SCP-970 «Рекурсивна кімната» — об'єкт класу Евклід, доданий у версії 1.0. Коридор з SCP-970 схожий на сховище об'єктів класу «Безпечний», але двері відкриваються за допомогою кнопок. Кожна з двох дверей веде в ту саму бічну кімнату. Кімната та коридор зациклені на самих собі: з кімнати можна потрапити до коридору, з коридору — до кімнати тощо, незалежно від того, через яку з дверей йти. Якщо безупинно йти вперед, то виникнуть деякі аномалії.

- SCP-990 «Людина зі снів» — об'єкт класу Кетер. SCP-990 - чоловік, одягнений у костюм часів холодної війни, є членом Фонду у снах. Ніхто із Фонду не зустрічав об'єкт у реальності. На даний момент не було повідомлень про те, щоб SCP-990 був людиною, яка не є персоналом Фонду. SCP-990 був персоналом Фонду з [ДАНІ ВИДАЛЕНІ]. Існування SCP-990 виявилося, коли кілька агентів обговорювали сни за участю однієї людини. Багато інших агентів доповіли про сновидіння з людиною, яка збігається з описом SCP-990. Феномен не отримав офіційну класифікацію SCP до наслідків події 990-07.

- SCP-1025 «Енциклопедія захворювань» (рівень доступу 3) — об'єкт класу Безпечний, доданий до гри у версії 0.7. Книжка об'ємом приблизно 1500 сторінок. На передній стороні обкладинки книги є назва "Енциклопедія загальних захворювань". Після прочитання книги у читача виявляються симптоми тих хвороб, про які він читав. SCP-1025 знаходиться в сховищі об'єктів класу «Безпечний» в одній із секцій, навпроти камери утримання SCP-860. Можливі хвороби: Застуда, Вітряна віспа, Рак легень, Апендицит, Астма, Серцево-судинна зупинка. Захворювання виліковуються за допомогою SCP-500.

- SCP-1048 «Ведмедик-будівельник» — об'єкт класу Кетер, доданий у гру у версії 1.0.4. Маленький плюшевий ведмідь, 33 сантиметри заввишки. SCP-1048 може створювати грубі копії самого себе, використовуючи при цьому різні матеріали. Відомо 3 твори SCP-1048, вони були позначені як SCP-1048-A, SCP-1048-B та SCP-1048-C. Поведінка цих істот відрізняється, всі істоти виявляють найсильнішу агресію до людей. SCP-1048-A - копія SCP-1048, схожа на плюшевого ведмедя такого ж розміру та форми, як і сам SCP-1048, але повністю виготовлена з людських вух. Доданий до гри у версії 1.2. Якщо підійти до ведмедя, він приголомшить гравця своїм вереском. Якщо не втекти від об'єкта вчасно, до того, як з'являться нарости, гравець почне задихатися і згодом помре від задухи.

- SCP-1123 «Череп жорстокості» (рівень доступу 3) — об'єкт класу Безпечний, доданий до гри у версії 1.1. SCP-1123 є людським черепом, у якого відсутня нижня щелепа і всі зуби. На зовнішній поверхні лобової луски черепа є напис сучасною кхмерською мовою, виконана за допомогою людської крові: «Пам'ятай». Після дотику до SCP-1123 головного героя перенесе до спогадів німецького військовополоненого часів Другої світової війни. Він опиняється у тюремній камері концтабору Третього рейху, схожого на комірку D-класу у вступі, але має інші текстури. На ліжку можна знайти пропагандистську листівку, на якій зображено понівечене обличчя дитини та написаний текст німецькою. Після того, як гравець прочитає цю записку, його зустрічає людина в уніформі, яка наказує вийти з камери. Весь цей час головний герой кульгатиме, проте не втрачатиме кров. Після того, як гравець підійде до офіцера, він знову опиниться в камері утримання SCP-1123. Однак як тільки він вийде з камери, замість коридорів Зони потрапить у коридори з дверима. Там головний герой зустрічає такого ж чиновника з пістолетом Люгера, після чого ненадовго повертається до Зони, будучи пораненим. Через деякий час він знову потрапляє до концтабору, де його розстрілює цей чиновник. Після цього "спогад" закінчується, і головний герой виявляється поза камерою SCP-1123, але вже без пошкоджень.

- SCP-1162 «Дира в стіні» (рівень доступу 2) — об'єкт класу Евклід, доданий до гри у версії 1.3. SCP-1162 являє собою отвір у шлакоблоковій стіні камери вмісту 4 у Зоні-███████. SCP-1162 активується, коли жива істота проникає в отвір на максимальну глибину і виявляє предмет. Ці предмети зазвичай пізнаються як щось, що користувач втратив чи шукав у якийсь момент свого життя. Після отримання предмета зникає ще один предмет, який знаходиться у суб'єкта при собі. Якщо торкнутися дірки, один із предметів в інвентарі пропаде, а на його місці з'явиться інший. Якщо торкнутися SCP-1162 з порожнім, то буде завдано важкої травми, внаслідок якої головний герой помре від втрати крові.

- SCP-1499 «Противогаз» (рівень доступу 3) — об'єкт класу Безпечний, доданий до гри у версії 1.3. SCP-1499 - радянський протигаз ГП-5. Надягши SCP-1499, суб'єкт опиняється в місці, що радикально відрізняється від того, в якому знаходився до того. Місце навколо безлюдне і незатишне, а простір навколо заставлено високими чорними вежами. Цим ландшафтом переміщуються істоти, далі звані SCP-1499-1. Після зняття SCP-1499 з голови суб'єкт перебуває в тому місці, де надів його. Об'єкт знаходиться в камері вмісту в сховищі, де також розташована камера вмісту SCP-500. SCP-1499-1 - Це чорні гуманоїдні істоти з в'язкою шкірою, на тілі яких можна побачити дев'ять блакитних очей. За сильного занепокоєння починають атаку на протагоніста.

### Видалені з гри
- SCP-178 «3D-окуляри» (рівень доступу 3) — пара білих стереоскопічних ("3D") окулярів з білою прямокутною оправою та прозорими лінзами синього та червоного кольору з пластику. Гравець, який надів їх, починає бачити великих двоногих істот. Вони поводяться смирно, іноді виявляють цікавість. Однак спроба надіти SCP-178 безпосередньо взаємодіяти з істотами призводить до виникнення рваних ран на надівшому. Рани виникають швидко і з'являються, поки носій об'єкта не загине. Вирізаний у версії 1.3.

- SCP-1074 «Кошмар Стендаля» — об'єкт класу Безпечний, доданий до гри у версії 1.1. Є картиною портретного розміру маслом на полотні, роботи невідомого художника. При фотографуванні або відеозйомці полотно SCP-1074 виглядає суцільним відтінком сірого, з чітко видимими мазками. Суб'єкт, який переглянув SCP-1074, намагається яскраво описати побачену картину. Якщо пройти повз, нічого не станеться. Якщо полотно із зображенням потрапить у поле зору, гравець перестає себе контролювати і йде до картини. Безперервно дивлячись на неї він починає усвідомлювати свою провину і каятися. Потім він втрачає свідомість і вмирає. Вирізаний у версії 1.3.10.

### Не увійшли у гру
- SCP-085 «Намальована Кассандра» — об'єкт класу Безпечний. Являє собою малюнок дівчини, яка здатна взаємодіяти з будь-яким намальованим предметом, як зі справжнім, і спілкуватися за допомогою написів та жестів. У робочих файлах Регаліса було невелике посилання до цього об'єкта — записка із зображенням будинку, на якій, зважаючи на все, написаний діалог між Кассандрою і невідомим співробітником Фонду.

- SCP-239 «Дитина-відьма» — об'єкт класу Кетер. Дівчинка, яка може все, щодо чого висловлює побажання. Слідом за цим об'єктом у файлах гри є анімація 239_combust у файлі Guard.b3d — це анімація охоронця, що обертається в повітрі. Судячи з назви, охоронець був би ще запалений об'єктом. Можливо, ця анімація має відношення до чуток, які повідомляв розробник Mirocaine для привернення уваги до виходу версії 1.0. В одному з них була схожа анімація бійця МІГ під назвою potato. Чутки виявилися помилковими, але деякі роботи з об'єкту все ж таки велися.

- SCP-409 «Інфекційний кристал» — об'єкт класу Кетер. З версії 1.3 у грі є модель камери змісту кристала: її можна знайти під коридором у спостережного пункту за допомогою команд noclip і camerafog. Кімната нічим не відрізняється від такої в моді, за винятком відсутності SCP-409 та кристалічної плями.

- SCP-650 «Вражаюча статуя» — скасований об'єкт класу Евклід. Розробкою моделі об'єкта займався користувач Ruins72, проте вона так і не побачила світ.

- SCP-689 «Примара в темряві» — об'єкт класу Кетер. Мав з'явитися ще у версії 0.1, але Регаліс вирішив не додавати статую, вважаючи, що вона була надто потужною і сильною, щоб гравець міг вижити.

- SCP-772 «Гігантські оси-паразити» — об'єкт класу Евклід. Це гігантські оси-паразити, які відкладають яйця в тіла ссавців, одночасно передаючи вірус, який пригнічує імунну систему; личинки виховуються тканинами господаря, що може призвести до смерті. Модель об'єкта розроблялася користувачем Mirocaine і схвалена Регалісом, але не мала текстур і анімації. На зображенні представлено її стан на 5 грудня 2012 року. 9 грудня 2012 року Omniary опублікував кілька звуків для об'єкта на SoundCloud, проте їх було видалено. Також на офіційному форумі була тема щодо розробки об'єкта. Про подальшу розробку не було що відомо з січня 2013 року, і в результаті об'єкт не був доданий у гру.

## Відгуки
Гра отримала в цілому позитивні відгуки, незважаючи на зазначені недоробки та низьку якість графіки.
- У рецензії ігрового веб-сайту Rock, Paper, Shotgun говориться: «Це — „Сховище 13“ без шпильок і примх, але з збільшеною кількістю паніки, крику і ховання від істот із зубів і дроту», із зауваженням: «На даний момент у грі досить слабкі моделі та текстури, але сподіваємося на інтенсивну співпрацю»[3].
- Журнал Edge Online позитивно відгукнувся про гру, назвавши її «інді-проектом, зробленим на низькоякісному движку Blitz3D, який зазвичай породжує дешеві творіння», але додав, що грі «якось вдається бути страшніше, ніж свіжим високобюджетним горор-іграм, разом узятим»[4].
- У рейтингу 75 кращих безкоштовних ігор для ПК, складеному журналом PC Gamer, гра посіла 22-е місце. Укладачі рейтингу вказали, що «Containment Breach» діє вдвічі сильніше завдяки опорі на міфи SCP — набір придуманих інтернет-історій про жахіття та чудовиська, заточені темною організацією"[5].